# Иудаизм в Кыргызстане
Иудаизм в Киргизии — совокупность религиозных и культурных традиций, которых придерживаются евреи, проживающие в Киргизии. Доминирующей религией Киргизии является ислам 90 % (большинство сунниты), небольшая часть — христианство 7 % (русские православные 3 %). Иудаизм включен в группу «другие религии», охватывающую 3 % населения наряду с буддизмом и бахаи (оценка 2017 года). Иудаизм в Киргизии тесно связан с историей евреев в Киргизии. В Киргизии существует еврейская религиозная община во главе с раввином А. Ройзманом. В столице и Кара-Балте действуют отделения иерусалимского религиозного общества Эш ха-Тора. В нескольких городах, расположенных на территории Ферганской долины, проживает некоторое число бухарских евреев, функционируют несколько молельных домов. Еврейское население Киргизии в 2000 г. составляло приблизительно 4,5 тыс. человек, Бишкека — четыре тысячи. Сегодня в Киргизии все ещё проживает около 500 евреев. И не все исповедуют иудаизм.

## История
Евреи-торговцы, говорящие на арамейском языке, селились вдоль Великого Шёлкового пути, в Киргизии они появились в IV веке. Из археологических данных известно, что в конце VI века здесь путешествовали еврейские торговцы из Хазарии. Бухарские евреи населяли Туркестанскую область, которая охватывала территорию современной Киргизии, более 2000 лет, переняв к середине XIX века сефардские традиции. В Ферганской долине бухарские евреи поселились приблизительно в XV веке. Евреи-ашкеназы начали селиться в Киргизии после её присоединения к России в 1860-70-х годах, особенно в Караколе, Пишпеке и Оше.
В 1898 году в Оше проживала самая крупная еврейская община Киргизии, и там было отдельное еврейское кладбище, в других местах у евреев был свой участок мусульманского кладбища. В Оше бухарские евреи и евреи-ашкеназы жили отдельными общинами — бухарцы в старом районе и ашкеназы в новом, европейском районе, наряду с русскими и татарами.
Из-за того, что до 1915 года в Киргизии не было синагог, на службы евреи собиралась в домах местных раввинов, на еврейские похороны из Казахстана и Узбекистана привозили работников Хевра кадиша, из-за отсутствия еврейских школ (Хедер), бухарцы отправляли своих детей учиться в Самарканд. Дети-ашкенази ходили в русские школы, при этом в семье поддерживались еврейские традиции.

### Советская власть
В 1920 году при Советской власти, в Киргизии, под руководством Семёна Диманштейна был создан Еврейский институт, занимающийся искоренением сефардской неграмотности.
В 1929 году в Киргизии было создано отделение Воинствующей атеистско-марксистской ассоциации, избирательного права были лишены не только раввины, но и священники с муллами.
Евреи стали тайно исповедовать иудаизм, неофициальным лидером ошской еврейской общины стал Александр Володарский, изгнанный из Белоруссии по своим религиозным убеждениям. Он был экспертом по шхите и кашруту и благодаря ему был выделен отдельный еврейский участок Ошского кладбища вплоть до начала Второй мировой войны.
В 1941 году власти разрешили открыть в Бишкеке синагогу. Еврейская община приобрела здание в центре города и получила свиток Торы от своего первого раввина Ю. Левина. В синагоге были моэль, шохет, хевра каддиша, бейт мидраш. Рядом открылись кошерные мясные лавки и пекарни. Вскоре после этого были основаны синагоги в Оше и Канте.
В 1945 году в Киргизии была официально зарегистрирована еврейская религиозная община, насчитывавшая 70-80 человек, в 1946 году во Фрунзе действовала синагога во главе с раввином А. Хаймовым. Бишкекскую синагогу посещали 70 человек ежедневно, 200 еженедельно, а в праздничные дни более 2500 человек. Бухарская и ашкеназская общины были разделены, но в синагоге проводились религиозные службы для сефардов. Смешанные браки между двумя группами были редкостью, и ни одна из групп не женилась с иноверцами. Ашкенази в целом были более образованными и более светскими.
В 1950-х годах вся религиозная деятельность, за исключением праздничных служб, была запрещена. Общины Бишкека, Оша и Джалал-Абада тайно собирали деньги, еду и одежду для нуждающихся и больных, а также для своих синагог.
Во Фрунзе в 1970 году, на начало репатриации в Израиль, проживало 5962 еврея:
- ашкеназы — 5895
- бухарские евреи — 66
- горские евреи — 1
- караимы — 11[2].

В конце 1980-х — начале 1990-х годов в Киргизии начали возрождаться различные формы еврейской культурной и национальной деятельности. В 1989 году было зарегистрировано общество еврейской культуры «Менора» при Киргизском фонде культуры. В 1994 году в Бишкеке открылась еврейская средняя школа, в которой обучалось около 200 человек, проводились занятия и в еврейской воскресной школе. С 1997 года при Киргизском российском славянском университете действует Центр изучения еврейской культуры под руководством профессора А. Кацева. С января 1996 г. в Бишкеке издается еврейская газета на русском языке «Мааян» тиражом в 500 экземпляров.
В связи с усилением исламского фундаментализма в Киргизии в январе 1992 года в Бишкеке был выдвинут кровавый навет — еврейская семья была обвинена в использовании крови для выпечки мацы, алия в Израиль увеличилась.
В Киргизию в 2000 году из Израиля приехал новый раввин, возглавивший ашкеназскую синагогу.
В начале 2020-х годов в Киргизии осталось около 500 евреев.
Центр «Менора» в Бишкеке, поддерживаемый Джойнтом, является центром еврейской жизни Киргизии. В нём есть воскресная школа, образовательный центр Эш hа-Тора, еврейский театр и танцевальный коллектив, библиотека. Он издает газету «Мааян» и организует молодёжные спортивные мероприятия «Маккаби». Центр также оказывает помощь пожилым людям. В Бишкеке находится ашкеназская синагога и несколько небольших бухарских молитвенных домов. Ряд бухарских молельных домов разбросаны по Ферганской долине. Есть также еврейские общины в городах Ош, Каракол, Джалал-Абад.